# Карло Джезуалдо
 Тази статия е за италианския композитор.  За градчето в Южна Италия вижте Джезуалдо (Италия).  
Карло Джезуалдо (на италиански: Don Carlo Gesualdo da Venosa) известен също като Карло Джезуалдо ди Веноза, принц на Веноза и граф на Конца, роден на 8 март, 1566 е италиански композитор, изпълнител на лютня и аристократ от късния ренесанс. Известен е най-вече с изключително изразителните си изградени върху хроматизъм мадригали (стил неизползван впоследствие чак до 19 век) както и с едно от най-прочутите убийства в историята на музиката.

## Биография

### Произход и младежки години
Джезуалдо е член на аристократична фамилия, владееща Веноза от 1560 г. Неговата майка Джеронима е племенница на Папа Пий IV, а чичо му кардинал Карло Боромео впоследствие е канонизиран като светец от Ватикана.
Най-вероятно е роден във Веноза, по това време част от Неаполитанското кралство, но за детството му не е известно почти нищо. Дори рождената му дата е предмет на спорове като различни източници сочат 1560, 1561 или 1566. Джезуалдо се посвещава изцяло на музиката още от ранна възраст. Свири на лютня, клавесин и китара.Счита се, че е работил съвместно с Помпонио Неня, но не е ясно дали отношенията им са били като между учител и ученик или като между колеги.

### Двойното убийство
През 1586 г. Джезуалдо се жени за първата си братовчедка, Донна Мария д'Авалос, дъщеря на маркиза на Пескара. Две години по-късно тя завързва любовна афера с Фабрицио Карафа – херцог на Андрия. Очевидно успява да запази връзката си в тайна от съпруга си чак до 16 октомври 1590 г., когато Джезуалдо се връща внезапно от лов, заварва любовниците на местопрестъплението и убива и двамата още в леглото. Обезобразените им тела са изложени на показ пред двореца. По тогавашните закони, бидейки аристократ, Джезуалдо не може да бъде подведен под отговорност, но страхувайки се от отмъщение от роднините на убитите, се оттегля в замъка си в град Джезуалдо.
Известни са изобилни детайли за двойното убийство, тъй като свидетелствата на очевидците, изложени пред магистратите, са запазени изцяло. От тях става ясно, че Джезуалдо е убил любовниците с помощта на прислугата си, но лично е намушкал многократно съпругата си. Херцогът на Андрия е посечен многократно с меч, а също и прострелян в главата.
Двойното убийство получава широк обществен отзвук, включително е възпято в стихове от поети като Торкуато Тасо и цяла плеяда неаполитански поети.
Според някои слухове Джезуалдо е убил и втория си син от Мария, а според други е убил и тъста си, когато последният дошъл да търси отмъщение.

### Години във Ферара
През 1594 г. Джезуалдо се мести във Ферара, едно от музикалните средища на Италия по това време особено на мадригалната музика. Там публикува първата си сбирка от мадригали. Работи с concerto delle donne – група от виртуозни певици, които са между най-прочутите изпълнители в цяла Италия по онова време.
Във Ферара се жени за втори път за Леонора д'Есте – племенница на херцог Алфонсо II.

### Последни години
След като се връща в Джеузалдо през 1595 г. прекарва повечето от времето си в собствения си замък, посвещавайки се изцяло на музиката. Богатството му позволява да наема виртуозни певци и музиканти за собствено удоволствие. Повечето от най-известните му произведения са публикувани в Неапол през 1603 г. и в град Джезуалдо през 1611 г. като най-сложните и хроматични части са написани именно в този период на самоизолация. През последните си години Джезуалдо страда от депресия. Умира в изолация в замъка си Джезуалдо в Авелино. Погребан е в храм в Неапол.

## Музика
Музиката на Дежузалдо е една от най-експресивните и новаторски през Ренесанса и без съмнение най-крайно хроматичната. Прогресии като тези на Джезуалдо не се появяват чак до XIX век и дори тогава те са в контекста на тоналността.
Публикуваните произведения на Джезуалдо попадат в три категории: църковна вокална музика, светска вокална музика и инструментални. Най-известни са шестте му книги с мадригали, публикувани между 1594 и 1611 г., както и Tenebrae Responsoria, които са подобни на мадригалите, но използват текстове от Страстите Христови – форма използвана и от много други композитори.
Освен публикуваните си творби Джезуалдо оставя и многобройни ръкописи. Те съдържат някои от най-богатите му експерименти с хроматизма, както и композиции в модерни и авангардни форми като монодия. Някои от тези творби са от периода му във Ферара и са писани специално за виртуозните певици от concerto di donne.
Първите книги с мадригали, публикувани от Джеузалдо, са близки по стил до творбите на други негови съвременници. Експериментите с хармонични прогресии, дисонанси и яростни ритмични контрасти зачестяват в късните книги, като петата и шестата съдържат най-забележителните и екстремни примери в това отношение.
Характерно за стила му е редуването на пасажи в сравнително бавно темпо и краен, понякога шокиращ хроматизъм с диатонични пасажи в бързо темпо. Музиката и текстът са много тясно свързани със силен акцент върху отделни думи. Някои от хроматичните пасажи включват всичките 12 ноти от хроматичната гама макар и разпределени върху отделни гласове.

## Влияние и репутация
Джезуалдо няма особено влияние приживе, въпреки че някои композитори като Сигизмондо д'Индия и Антонио Цифра композират, имитирайки мадригалите му. Музиката му е преоткрита едва през XX век. Животът на Джеузалдо вдъхновява множество творби, включително роман на Анатол Франс, разказ на Хулио Кортасар и опера на Франц Хумел. Игор Стравински аранжира мадригала „Beltà, poi che t'assenti“ като част от своето произведение Monumentum pro Gesualdo, Алфред Шнитке пише опера, базирана на живота му, а Салваторе Шарино аранжира много от мадригалите му за инструментален ансамбъл. През 1997 г. Австралийският композитор Брет Дийн отдава почит на Джезуалдо в новаторската си творба „Карло“, в която смесва записани на лента мадригали със струнен оркестър и семплирани фрагменти от музиката му.
Олдъс Хъксли споменава мадригалите на Джезуалдо в книгата си „Дверите на възприятието“.
През 1995 г. Вернер Херцог прави за ZDF филма „Смърт за пет гласа“, посветен на живота и музиката на Джезуалдо.

## Произведения, посветени на Джезуалдо или базирани на музиката му

### Опери
- „Gesualdo“ (1993) от Алфред Шнитке
- „Gesualdo“ (1998) от Франц Хумел
- „Принцът на Веноза“ (1998) от Скот Глазгоу

### Други
- „Monumentum pro Gesualdo“ (1960) от Игор Стравински
- „Карло Джезуалдо“ (??) от Салваторе Шарино
- „Тенебре“ за струнен оркестър (1997) от Скот Глазгоу
- „Карло“ (1997) for String, Tape and Sampler от Брет Дийн

## Творби

### Мадригали
В скоби е дадено името на поета, ако е известно.
Книга I (Madrigali libro primo), пет гласа, Ферара, 1594
1. Baci soavi e cari (Джовани Батиста Гуарини)
2. Bella Angioletta, da le vaghe piume (Торкуато Тасо)
3. Come esser può ch'io viva (Аллесандро Гати)
4. Felice primavera (Тасо)
5. Gelo ha madonna il seno (Тасо)
6. Madonna, io ben vorrei
7. Mentre madonna il lasso fianco posa (Тасо)
8. Mentre mia stella, miri
9. Non mirar, non mirare (Ф. Алберти)
10. O dolce mio martire
11. Quanto ha di dolce amore
12. Questi leggiadri odorosetti fiori
13. Se da sí nobil mano (Тасо)
14. Sí gioioso mi fanno i dolor miei
15. Son sí belle le rose (Грило)
16. Tirsi morir volea (Гуарини)

Книга II (Madrigili libro secondo), пет гласа, Ферара, 1594
1. All'apparir di quelle luci ardenti
2. Candida man qual neve
3. Cara amoroso neo (Тасо)
4. Dalle odorate spoglie
5. Hai rotto e sciolto e spento
6. In più leggiadro velo
7. Non è questa la mano (Тасо)
8. Non mai non cangerò
9. Non mi toglia il ben mio
10. O com'è gran martire (Гуарини)
11. Se così dolce e il duolo (Тасо)
12. Sento che nel partire
13. Se per lieve ferita
14. Se taccio, il duol s'avanza (Тасо)

Книга III (Madrigali libro terzo), пет гласа, Ферара, 1595
1. Ahi, disperata vita
2. Ahi, dispietata e cruda
3. Ancidetemi pur, grievi martiri
4. Crudelissima doglia
5. Deh, se già fu crudele
6. Del bel de'bei vostri occhi
7. Dolce spirto d'amore (Гуарини)
8. Dolcissimo sospiro (Анибале Покатера)
9. Donna, se m'ancidente (шест гласа)
10. Languisce e moro, ahi, cruda
11. Meraviglia d'Amore
12. Non t'amo, o voce ingrata
13. Se piange, aime, la donna del mio core
14. Se vi miro pietosa
15. Voi volete ch'io mora (Гуарини)
16. Sospirava il mio core
17. Veggio sí, dal mio sole

Книга IV (Madrigali libro quarto), пет гласа, Ферара, 1596
1. Arde il mio cor, ed è si dolce il foco
2. A voi, entre il mio core
3. Che fai meco, mio cor
4. Cor mio, deh, non piangete (Гуарини)
5. Ecco, morirò dunque
6. Il sol, qualor più splende (шест гласа)
7. Io tacerò, ma nel silenzio mio
8. Luci serene e chiare
9. Mentre gira costei
10. Moro, e mentre sospiro
11. Or, che in gioia credea
12. Questa crudele e pia
13. Se chiudete nel core
14. Sparge la morte al mio Signor nel viso
15. Talor sano desio

Книга V (Madrigali libro quinto), пет гласа, Джезуалдо, 1611
1. Asciugate i begli occhi
2. Correte, amanti, a prova
3. Deh, coprite il bel seno (Ридолфо Арлоти)
4. Dolcissima mia vita
5. Felicissimo sonno
6. Gioite voi col canto
7. Itene, o miei sospiri
8. Languisce al fin chi da la vita parte
9. Mercè grido piangendo
10. Occhi del mio cor vita (Гуарини)
11. O dolorosa gioia
12. O tenebroso giorno
13. O voi, troppo felici
14. Poichè l'avida sete
15. Qual fora, donna, undolce 'Ohimè'
16. Se tu fuggi, io non resto
17. Se vi duol il mio duolo
18. S'io non miro non moro
19. T'amo mia vita, la mia cara vita (Гуарини)
20. Tu m'uccidi, oh crudele

Книга VI (Madrigali libro sesto), пет гласа, Джезуалдо, 1611
1. Alme d'Amor Rubelle
2. Al mio gioir il ciel si fa sereno
3. Ancide sol la morte
4. Ancor che per amarti
5. Ardita Zanzaretta
6. Ardo per te, mio bene
7. Beltà, poi che t'assenti
8. Candido e verde fiore
9. Chiaro risplender suole
10. Deh, come invan sospiro
11. Già piansi nel dolore
12. Io parto, e non più dissi
13. Io pur respiro in cosí gran dolore
14. Mille volte il dí moro
15. Moro, lasso, al mio duolo
16. O dolce mio tesoro
17. Quando ridente e bella
18. Quel 'no' crudel che la mia speme ancise
19. Resta di darmi noia
20. Se la mia morte brami
21. Volan quasi farfalle
22. Tu piangi, o Filli mia
23. Tu segui, o bella Clori

## За него
- Cecil Gray, Philip Heseltine, Carlo Gesualdo, Musician and Murderer. London, St. Stephen's Press, 1926.
- The New Grove Dictionary of Music and Musicians, ed. Stanley Sadie. 20 vol. London, Macmillan Publishers Ltd., 1980. ISBN 1-56159-174-2
- Gustave Reese, Music in the Renaissance. New York, W.W. Norton & Co., 1954. ISBN 0-393-09530-4
- The Concise Edition of Baker's Biographical Dictionary of Musicians, 8th ed. Revised by Nicolas Slonimsky. New York, Schirmer Books, 1993. ISBN 0-02-872416-X
- Alfred Einstein: The Italian Madrigal. Princeton, 1949.
- Glenn Watkins, Gesualdo: The Man and His Music. 2nd edition. Oxford, 1991. ISBN 0-19-816197-2
- Annibale Cogliano, Carlo Gesualdo. Il principe l'amante e la strega. Napoli: ESI, 2005. ISBN 88-495-0876-X.
- Annibale Cogliano, Carlo Gesualdo omicida fra storia e mito. Napoli: ESI, 2006. ISBN 88-495-1232-5.
- Annibale Cogliano, Inventario – Centro Studi e Documentazione Carlo Gesualdo. Avellino: Elio Sellino Editore, 2004.
- Salvatore La Vecchia, La Giostra del principe – Il dramma di Carlo Gesualdo (Prefazione di Ruggero Cappuccio), Atripalda (AV), Mephite Editore, 2010. ISBN 978-88-6320-063-8

## Записи
- Gesualdo, Tenebrae. The Hilliard Ensemble: ECM New Series. ECM 1422/23 843 867 – 2
- Gesualdo: Madrigaux. Les Arts Florissants: Harmonia Mundi France CD 901268 (selection from madrigal books 4 – 6)
- Gesualdo, Complete Sacred Music for Five Voices. Oxford Camerata, Jeremy Summerly: Naxos 8.550742
- Gesualdo, Madrigali, Libro I. The Kassiopeia Quintet: GLO5221 (only complete edition of Gesualdo's madrigals currently available)
- Gesualdo, Madrigali, Libro II. The Kassiopeia Quintet: GLO5222
- Gesualdo, Madrigali, Libro III. The Kassiopeia Quintet: GLO5223
- Gesualdo, Madrigali, Libro IV. The Kassiopeia Quintet: GLO5224
- Gesualdo, Madrigali, Libro V. The Kassiopeia Quintet: GLO5225
- Gesualdo, Madrigali, Libro VI. The Kassiopeia Quintet: GLO5226
- Gesualdo, Tenebrae Responsories for Maundy Thursday. The King's Singers: SIGCD048.